# Île d'Ouessant
Cet article concerne l'île. Pour la commune, voir Ouessant. Pour les homonymes, voir Ouessant (homonymie).
 (mars 2023).
L'île d'Ouessant (en breton : Enez Eusa) est une île française de la mer d'Iroise (incluse dans une zone plus vaste appelée mer Celtique) située à l’ouest de la partie continentale de la Bretagne.
Cette île a donné son nom à la commune dont elle forme l'essentiel du territoire. Elle fait partie du parc naturel régional d'Armorique et du parc naturel marin d'Iroise.

## Géographie

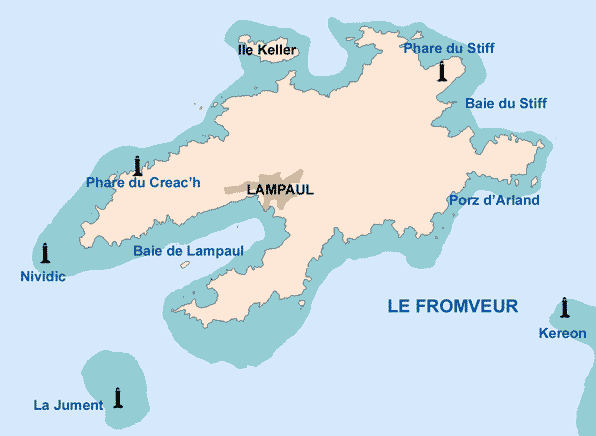
Carte de l'île.

### Localisation
Distante de 18,5 km à l'ouest-nord-ouest de la pointe de Corsen, sur la côte occidentale du Finistère, longue de huit kilomètres et large de quatre, elle est la terre la plus occidentale de la France métropolitaine, si l’on excepte le rocher de An Ividic à quelques encablures de l’île, sur lequel est ancré le phare de Nividic.
L’île est séparée de l’archipel de Molène par le passage du Fromveur, un froid et puissant courant marin (8 à 10 nœuds) résultant d’une faille locale de 60 m de profondeur.
Cette île du Ponant était l'ultime escale avant les Amériques. Les marins la surnommaient « L'île haute », « l'île de l'épouvante », « l'île des naufragés », pour ses écueils, ses brumes un jour sur quatre, et ses courants, tel le Fromveur, l'un des plus forts d'Europe.
« Qui voit Ouessant voit son sang », dit un dicton breton.

### Îles de l'archipel d'Ouessant
- Youc'h Korz
- Ouessant
- Keller
- Île Cadoran
- Penn ar Roc'h

### Géomorphologie
Ouessant est la septième île de la France métropolitaine par la taille. En forme de pince de crabe, l’ouest de l’île se divise en deux « branches » : la « branche » de Locqueltas au nord, se terminant par la pointe de Pern, et celle de Feunten Velen au sud, se terminant par la pointe de Porz Doun. Ces deux branches encadrent la baie de Lampaul, au fond de laquelle se trouve le bourg de Lampaul, unique agglomération de l'île. L'altitude maximale est de 61 mètres, l'altitude la plus basse étant celle du niveau de la mer.
À l’est, la baie du Stiff est la seule facilement accessible par la mer avec la baie de Lampaul et le petit port d'Arland. Au fond de cette baie, se situe le port du Stiff, où accostent les navires à passagers ou à marchandises en provenance du continent.
A la marée basse, les quatre plages de sable fin de l'île sont accessibles. La plus grande, celle du Corz, est lovée sous Lampaul.

### Géologie
Géologiquement, Ouessant est formée principalement de leucogranites dans sa moitié nord, datée à 303 millions d'années, et, dans sa partie centrale, de micaschistes injectés de filons de trondhjémite de couleur claire. L'unité sud, datée à 336 millions d'années, est interprétée comme un ancien bassin volcano-sédimentaire. Le principal corps magmatique de cette unité sud, initialement considéré comme une intrusion granitique, s'avère être une épaisse coulée trachydacitique, bordée de brèches explosives à « fiamme » et de pépérites,. Les formations géologiques d'Ouessant ont été déformées au cours de l'orogenèse varisque (ou hercynienne), entre 320 millions d'années au sud et 303 millions d'années au nord,. L'île possède un gisement de graphite dans sa partie sud-ouest et des grenats dans sa partie sud.
La levée de gros galets basaltiques située à Porz Nenv près de l'ancien hameau de Pern seraient venus d'Islande, transportés par des icebergs lors des glaciations quaternaires ; ils forment une plage suspendue, témoignant d'un niveau de la mer plus élevé lors des périodes de réchauffement interglaciaires.
L'archipel d'Ouessant-Molène est un morceau détaché de l'anticlinal du Léon, formé de granites et de roches volcaniques carbonifères. Il peut être subdivisé en deux parties : la première, composée de la seule île d'Ouessant, est séparée du continent depuis très longtemps ; la seconde, qui comprend Molène et les îles de son archipel, dont la séparation d'avec le continent est récente. Une ancienne barrière granitique unissait les îles de l'archipel de Molène au continent au niveau de l'actuel chenal du Four ; cette barrière s'abaissa lentement, provoquant un ennoiement progressif dont des forêts submergées ; on en retrouve des traces dans l'anse de Goulven ou à Tréompan, des monuments mégalithiques engloutis et des légendes de villes englouties (Ys, Tolente).

« L'archipel d'Ouessant est constitué d'un ensemble d'îles dont les plus importantes sont, à partir de la pointe Saint-Mathieu, les îles de l'archipel de Molène : Béniguet, Quéménès, Trielen, Molène, Balanec, Bannec, et enfin Ouessant. À ces îles, il faut ajouter une infinité d'îlots, hauts fonds, récifs, parties émergentes d'un vaste plateau sous-marin, limité à l'Ouest par Ouessant et au sud par la chaussée des Pierres Noires. Cette ligne de rochers, matérialisée par un phare du même nom, s'ouvre sur la rade de Brest et la baie de Douarnenez. Cet archipel ne ménage, entre les îlots et récifs, que d'étroits passages peu profonds hérissés d'écueils et réservés à la navigation locale. Par contre au Nord, le chenal du Four permet de communiquer avec l'Iroise en longeant le continent : malgré son étroitesse, il peut être emprunté par tous les navires car les courants suivent la direction du chenal ; les récifs des Plâtresses le séparent du chenal de la Helle, autre passage permettant d'éviter les dangers de l'archipel. »

### Habitat et démographie
L'île compte une centaine de hameaux répertoriés, qui ne comptent pas plus de quelques maisons. Si 867 personnes habitent l'île à l'année en 2022, sa population monte à 2 500 en été. Ces estivants « du continent » habitent dans des résidences secondaires, pour partie des habitats historiques rénovés, pour partie des constructions récentes. Le nombre de résidences secondaires est passé d'une centaine en 1968 à plus de 500 en 2021.
La population de l'île est plus âgée que la moyenne française, avec plus de 50% des habitants ayant plus de 60 ans.

## Signalisation maritime
L’île d’Ouessant compte les phares et sémaphores suivants : Kéréon, la Jument, Nividic, Le Créac’h et Le Stiff ainsi que la tour-sémaphore homonyme du CROSS contrôlant le rail d'Ouessant. Du fait de sa situation géographique et de ses dispositifs de signalisation assurant le guidage des bateaux, Ouessant est surnommée l'« île sentinelle ». L'expression est régulièrement reprise dans les publications et reportages à caractère touristique.